# Змій (серіал)
«Змій» (англ. The Serpent) — кримінально-драматичний мінісеріал, розроблений Mammoth Screen для BBC One та Netflix. В його основі лежать злочини серійного вбивці Чарльза Собраджа. Прем'єра відбулася на BBC One у Новий рік у 2021 році, і всі вісім серій були негайно доступні на BBC iPlayer.

## Актори
- Тахар Рахім у ролі Чарльза Собраджа
- Дженна Коулман у ролі Марі-Андре Леклерк
- Біллі Гаул у ролі Германа Кніппенберга
- Еллі Бамбер в ролі Анжели Кніппенберг (пізніше Анжела Кейн)
- Амеш Едіревеера в ролі Аджая Чоудхурі
- Тім Макіннерні в ролі Пола Сімонса
- Чича Аматаякул в ролі Суди Ромен
- Сахаджак Бунтанакіт на посаді генерал-майора Джантісана
- Ілкер Калелі у ролі Віталія Хакіма
- Адам Ротенберг у ролі Гілберта Редленда
- Матільда Варньє в ролі Надін Гірес
- Супадей «Кеннет» Вонгватанафан у ролі Йотіна
- Еллі де Ланге в ролі Хелени Деккер
- Джеймс Джерард у ролі Жуля Дюпона
- Апасірі Культханан у ролі Лавани
- Вільям Бренд — посол ван Донген
- Чотика Синтубоонкул в ролі Канніка
- Райан О'Доннелл у ролі Грега Рейнотта
- Ліббі Дженнінгс у ролі Віоли Рейнотт
- Рафаель Роджер Леві в ролі графа Мішеля-Андре Юріона
- Фаб'єн Франкель у ролі Домініка Ренельо
- Еліс Енглерт у ролі Терези Ноултон
- Тім МакМуллан у ролі Дугласа Картрайта
- Ніколь Бойтлер у ролі Дагмар Бодер
- Сурасак 'Ноо' Чайат у ролі Ромен
- Грегуар Ізварін у ролі Ремі Гірес
- Рубі Ешборн Серкіс у ролі Селії Остін
- Арманд Росбак у ролі Віллема Блума
- Bussayarangsri Saringkaphaiboon як патолог
- Діпіка Парадзюлі як Жива богиня Кумарі

## Епізоди
| № серії | Назва серії     | Режисер(и)    | Сценарист(и)   | Оригінальна дата показу | Глядачів U.K. (млн) |
| ------- | --------------- | ------------- | -------------- | ----------------------- | ------------------- |
| 1       | «Episode One»   | Tom Shankland | Richard Warlow | 1 січня 2021            | Буде визначено      |
| 2       | «Episode Two»   | Tom Shankland | Richard Warlow | 3 січня 2021            | Буде визначено      |
| 3       | «Episode Three» | Tom Shankland | Richard Warlow | 10 січня 2021           | Буде визначено      |
| 4       | «Episode Four»  | Tom Shankland | Richard Warlow | 17 січня 2021           | Буде визначено      |
| 5       | «Episode Five»  | Tom Shankland | Richard Warlow | 24 січня 2021           | Буде визначено      |
| 6       | «Episode Six»   | Tom Shankland | Richard Warlow | 31 січня 2021           | Буде визначено      |
| 7       | «Episode Seven» | Tom Shankland | Richard Warlow | 7 лютого 2021           | Буде визначено      |
| 8       | «Episode Eight» | Tom Shankland | Richard Warlow | 14 лютого 2021          | Буде визначено      |

## Виробництво
У липні 2019 року ВВС оголосило, що замовило восьмисерійну драму у «Mammoth Screen», Тома Шенкланда та Річарда Уорлоу. Серіал став копродукцією з Netflix, а Тахар Рахім знявся у ролі Чарльза Собраджа.
Дженна Коулман, Біллі Хоул та Еллі Бамбер приєдналися до головного складу у вересні 2019 року.
Зйомки здебільшого проходили у столиці Таїланду Бангкоку та в курортному містечку Хуа Хін у провінції Прачуапкхіріхан Таїланду до кінця березня. В серпні після паузи через пандемію COVID-19, зйомки було відновлено в Хартфордширі, Англія.

## Прокат
BBC One показав перші серії серіалу в січні 2020 року. Потім вийшов трейлер 17 грудня 2020 року. Мінісеріал був випущений в січні 2021 року.

## Цікаві факти
Анжела Кейн (Анжела Кніппенберг, яку в серіалі зіграла Еллі Бампер) заявила, що справа Собрадж вплинула на її шлюб з Германом Кніппенбергом, що, зрештою, призвело до їх розлучення. Кейн також заявила, що їй неприємно через зменшення її ролі у розкритті справи, як це зображено в серіалі. Відомо що Кейн зробила значну дипломатичну кар'єру, була Верховною представницею ООН з питань роззброєння та заступницею Генерального секретаря з питань управління в ООН.